# ベスト・オブ・EL&P
ベスト・オブ・EL&P (THE BEST OF EMERSON,LAKE AND PALMER) は、エマーソン・レイク・アンド・パーマー（ELP）が1980年に発表したベスト・アルバム。

## 内容
本作はELPの初めての公式なベスト・アルバムであり、浮世絵のイラストをジャケットに使用した事で有名である。
「庶民のファンファーレ」のシングル・バージョンとは、9分24秒のオリジナル作品の後ろ2/3をフェード・アウトし、残りから中間部分をカットして2分57秒に編集したもの。
「悪の経典♯9 第一印象 パート2」とは「第一印象」の後半の4分48秒である。

## 収録曲
1. ホウダウン - Hoedown　(Aaron Copeland)
2. ラッキーマン - Lucky Man　(Greg Lake)
3. 悪の経典♯9 第一印象 パート2 - Karn Evil #9: 1st Impression, Part 2　(Keith Emerson, Lake)
4. 聖地エルサレム - Jerusalem　(William Blake, Hubert Parry)
5. ピーター・ガン - Peter Gunn　(Henry Mancini)
6. 庶民のファンファーレ（シングル・バージョン）- Fanfare for the Common Man　(Copeland)
7. スティル…ユー・ターン・ミー・オン - Still...You Turn Me On　(Lake)
8. 孤独なタイガー - Tiger in a Spotlight　(Emerson, Lake, Carl Palmer, Peter Sinfield)
9. トリロジー - Trilogy　(Emerson, Lake)

## 評価
人気グループのベスト・アルバムとなれば相当の売り上げがあるのが通例だが、本作はアメリカでの最高順位が108位と、ベスト100にも入らなかった。

## 再発盤（1994年）
1994年、アトランティック・レーベルから販売権利を引き継いだRhinoから、計14曲を収録して再発売された。
ジャケットはバンドの統一ロゴマークを配置したものになった。
1. フロム・ザ・ビギニング - From the Beginning　(Lake)
2. 聖地エルサレム - Jerusalem　(Blake, Parry)
3. スティル…ユー・ターン・ミー・オン - Still...You Turn Me On　(Lake)
4. 庶民のファンファーレ（シングル・バージョン）- Fanfare for the Common Man　(Copeland)
5. ナイフ・エッジ - Knife Edge　(Leoš Janáček, Johann Sebastian Bach)
6. タルカス - Tarkus　(Emerson, Lake)
7. 悪の教典♯9 第一印象 パート2 - Karn Evil #9: 1st Impression, Part 2　(Emerson, Lake)
8. セ・ラ・ヴィ - C'est la Vie　(Lake, Sinfield)
9. ホウダウン - Hoedown　(Copeland)
10. トリロジー - Trilogy　(Emerson, Lake)
11. ホンキー・トンク・トレイン・ブルース - Honky Tonk Train Blues　(Meade "Lux" Lewis)
12. ブラック・ムーン（シングル・バージョン）- Black Moon　(Emerson, Lake, Palmer)
13. ラッキー・マン - Lucky Man　(Lake)
14. 夢みるクリスマス（オリジナル・シングル・ヴァージョン) - I Believe in Father Christmas　(Lake)

## 再発盤（1999年）
1999年7月7日にビクター・エンタテインメントから発売されたバージョン。ボーナストラックとして、「石をとれ～ラッキー・マン」の1973年『MAR Y SOL ROCK FESTIVAL』でのライブバージョンが収録されている。ジャケットは、バンドのロゴマークの周囲にドクロとマンティコア、タルカスをあしらったもの。
1. フロム・ザ・ビギニング - From the Beginning　(Lake)
2. 聖地エルサレム - Jerusalem　(Blake, Parry)
3. スティル…ユー・ターン・ミー・オン - Still...You Turn Me On　(Lake)
4. 庶民のファンファーレ（シングル・バージョン）- Fanfare for the Common Man　(Copeland)
5. ナイフ・エッジ - Knife Edge　(Leoš Janáček, Johann Sebastian Bach)
6. タルカス - Tarkus　(Emerson, Lake)
7. 悪の教典♯9 第一印象 パート2 - Karn Evil #9: 1st Impression, Part 2　(Emerson, Lake)
8. セ・ラ・ヴィ - C'est la Vie　(Lake, Sinfield)
9. ホウダウン - Hoedown　(Copeland)
10. トリロジー - Trilogy　(Emerson, Lake)
11. ブラック・ムーン（シングル・バージョン）- Black Moon　(Emerson, Lake, Palmer)
12. ラッキー・マン - Lucky Man　(Lake)
13. 石をとれ～ラッキー・マン（ライブ・バージョン） - Take a Pebble　(Lake) ~ Lucky Man (Lake)